# Beata Maksymow
Beata Elżbieta Maksymow-Wendt (ur. 27 lipca 1967 w Czeladzi, zm. 9 czerwca 2024) – polska judoczka, w środowisku judoków nazywana „Kruszyną”. Mierzyła 180 cm wzrostu, ważyła ponad 120 kg. Uczestniczka XXV Letnich Igrzysk Olimpijskich Barcelona 1992 (5. miejsce w kat. +72 kg), XXVI Letnich Igrzysk Olimpijskich Atlanta 1996 (5. miejsce w kat. +78 kg) i XXVII Letnich Igrzysk Olimpijskich Sydney 2000.

## Kariera
Karierę sportową rozpoczęła w wieku 15 lat w GKS Jastrzębie, następnie w 1991 roku w Błękitnych Kielce, w latach 1991–1994 w KS Koka Jastrzębie i w latach 1998–2002 w AZS Wrocław. Miała na swoim koncie 23 medale Mistrzostw Polski, 18 medali Mistrzostw Europy i Mistrzostw Świata. Była trzykrotną mistrzynią Europy i dwukrotną mistrzynią świata w judo.
W roku 2001 Beata Maksymow zakończyła swoją karierę sportową. W 2006 poślubiła Dariusza Wendta, a w następnym roku urodziła córkę Hannę. Po zakończeniu kariery sportowej mieszkała w Jastrzębiu-Zdroju, pracowała jako wychowawca w tamtejszym więzieniu. W ostatnich latach życia zmagała się z chorobą kręgosłupa powodującą ograniczenia w poruszaniu się. 

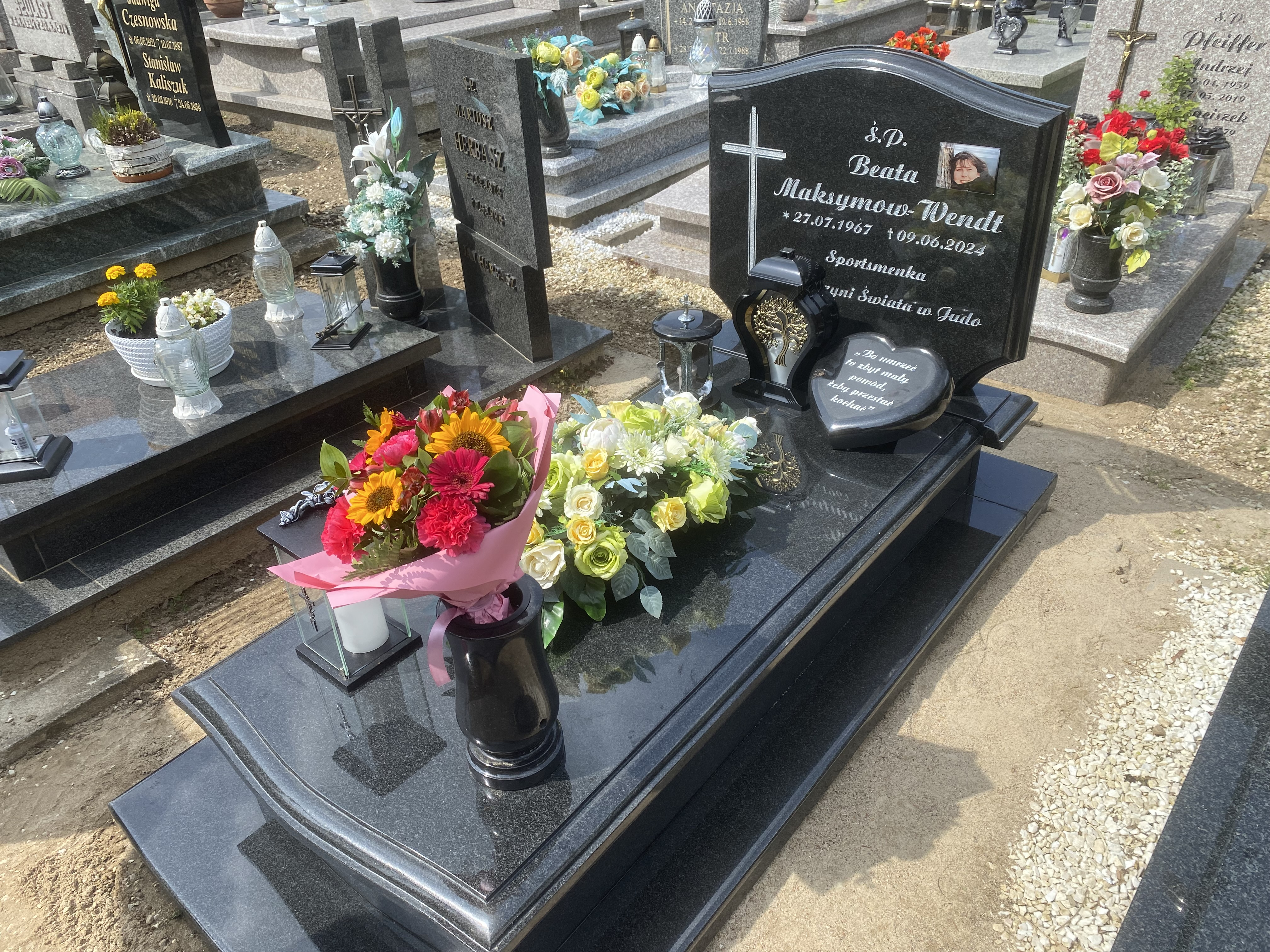
Grób Beaty Maksymow na cmentarzu przykościelnym w Starej Kiszewie

Została pochowana na cmentarzu w Starej Kiszewie.